# Фріц Лайбер
Фріц Ро́йтер Лайбер-молодший (англ. Fritz Reuter Leiber Jr.; 24 грудня 1910, Чикаго, Іллінойс, США — 5 вересня 1992, Сан-Франциско, Каліфорнія, США) — американський письменник-фантаст німецького походження. За заслуги перед жанром Лайбера названо 5-м Гросмейстром фантастики (1981) та був нагороджений Всесвітньою премією фентезі (1976).

## Біографія
Народився в сім'ї акторів. Батько — Фріц Ройтер Лайбер-старший (Fritz Leiber, Sr.) (Стосовно вимови прізвища — слухай інтерв'ю[3]), мати — Вірджинія Лайбер (до шлюбу — Бронсон).
Випускник Університету Чикаго (штат Іллінойс). Актор та учасник театрального руху.
Перша науково-фантастична публікація — оповідання «Дві відшукувані пригоди» (англ. Two Sought Adventure), яка вийшла 1939 року в журналі Unknown. Автор сатиричних романів «Зелене тисячоліття» (1953), «Срібні яйцеголови» (1961), «Привид блукає Техасом» (1969) тощо. Роман «Блукач» (1964; «Премія Г'юго»-65) поєднує теми контакту та роману-катастрофи. В іншому знаковому романі «Усі ви — самотні» (англ. You're All Alone) або «Грішники» (1950; доповнено 1953; доповнено, виправлено 1980) показана тоталітарна антиутопія, а роман «Безмежний час» (1958; 1961;«Премія Г'юго»-62) оригінально трактує тему часових хроноклазмів).

### Романи
- «Зачаклуй дружину» (англ. Conjure Wife, 1943)
- «Пітьма, прийди!» (англ. Gather, Darkness!, 1943)
- «Час долі — три» (англ. Destiny Times Three, 1945)
- «Усі ви — самотні» (англ. «The Sinful Ones»; 1953), із оповідання «You're All Alone» (1950), переписано в 1980 році.
- «Зелене тисячоліття» (англ. The Green Millennium, 1953)
- «Безмежний час» (англ. The Big Time, 1958)
- «Срібні яйцеголови» (англ. The Silver Eggheads, 1961)
- «Блукач» (англ. The Wanderer, 1964)
- «Привид блукає Техасом» (англ. A Spectre is Haunting Texas, 1969)
- «Матір темряви», або «Наша пані темряви» (англ. «Our Lady of Darkness», 1977)

### Цикли творів
- «Фафгрд та Сірий Мишолов» (англ. Fafhrd and Gray Mouser). Історію створення циклу відображено в есеї «Фафгрд та я» (1975).

## Екранізації творів
- «Ніч орла» (англ. Night of the Eagle, 1962)
- «Дівчина з голодними очима» (англ. The Girl with the Hungry Eyes, 1995)

## Нагороди
Лауреат 6 премій «Г'юго», 4 премій «Неб'юла», Всесвітньої премії фентезі за найкращий твір короткої форми та премії «Ґеффен». 1981 року визнаний «Гросмейстром фантастики» (див. Меморіальна премія «Гросмейстер фантастики» імені Деймона Найта).